# Phare de Brík
Le phare de Brík est un phare situé dans la région de Norðurland vestra. Il marque l'entrée occidentale des fjords Ólafsfjörður et Eyjafjörður.